# Ville au Moyen Âge
La ville, phénomène spatial et social organisé, n'est pas une invention du Moyen Âge. Souvent prolongement ou réactivation d’une ville antique préexistante, les villes au Moyen Âge ont connu un essor important et des formes et des modes de développement originaux. Le concept de ville médiévale dans l’Occident a notamment été défini par comparaison avec celui de ville du monde arabe, peut-être avec exagération. Toutefois le développement du « fait urbain » durant cette longue période historique répond à des logiques opératoires sensiblement différentes selon de vastes ères culturelles et dont les aspects peuvent être étudiés comme des modèles distincts, d’où la spécificité, par exemple, de ce phénomène pour la Chine.

## La ville médiévale en Occident
La ville se différencie de la campagne par ses murailles élargies à plusieurs reprises en fonction du développement urbain. La renaissance démographique, agricole et commerciale des XIe et XIIe siècles transforme la ville. Les villes sont souvent situées dans des endroits stratégiques comme un estuaire, un cours d'eau navigable, un dernier pont avant l'embouchure d'un fleuve, un carrefour, des routes de commerce ou de pèlerinage. Dès le Xe siècle, des bourgs se développent à côté des cités, autour d'une riche abbaye ou près des remparts d'un château. Certaines villes s'agrandissent en cercles concentriques autour d'un édifice religieux, comme la ville de Reims, dont l'extension s'effectue à partir des deux centres de la basilique Saint-Remi et de la cathédrale Notre-Dame. L'accroissement de la population et de la superficie de la ville reflète son dynamisme, même si les villes du Moyen Âge restent peu peuplées. La majorité d'entre elles comptent entre 5 000 et 10 000 habitants. Paris avec environ 200 000 habitants au XIIIe siècle est la plus grande ville médiévale en Occident.
L'étude de l'habitat urbain médiéval a suivi l'intérêt historique porté au Moyen-Âge dans son ensemble, depuis les années 1830. Elle est cependant longtemps restée au second plan, bénéficiant de beaucoup moins de travaux de recherche que les cathédrales, églises romanes, châteaux et fortifications. Le déploiement de l'archéologie du bâti a permis d'en renouveler l'étude à partir des années 1970. 

### La ville au tournant de l'Antiquité et du Moyen Âge
Entre le IIIe et Ve siècles, la ville de l'Empire romain se dote de remparts pour se protéger des invasions barbares : à Rome, le Mur d'Aurélien, construit dans les années 270, vient renforcer la défense urbaine. Cependant, cette fortification n'empêche pas les Wisigoths (en 410) de piller la ville — cette date marquant, pour certains historiens, la fin de l'Antiquité et le début du Moyen Âge. La population urbaine diminue et une partie des riches propriétaires se réfugient dans leurs villas rurales fortifiées, ce qui explique les phases tant de remblais que d'occupation appartenant à cette époque. Les peuples germaniques mettent à sac plusieurs cités en Occident comme dans l'Empire d'Orient. Paris est épargnée par les Huns en 451 mais Trèves est prise par les Francs en 440. Plusieurs villes sont abandonnées telles que Noviodunum (Jublains) ou Aregenua (Vieux-la-Romaine). Aussi la population urbaine se retranche et se place sous la protection de l'évêque. En France, les remparts du Mans présentent un exemple rare de conservation quasiment inchangé depuis leur édification.

### L'essor urbain (vers 1000 – vers 1350)

Plan reconstitué en 1705 représentant Paris en 1223.

À partir de l'an mille, la croissance démographique et rurale et l'essor du commerce provoquent la renaissance des villes et leur extension. Elles restent cependant de taille modeste et leur population atteint difficilement quelques milliers d'habitants au XIIe siècle. Le signe visible de ce renouveau urbain est l'élargissement des enceintes et la création de nouvelles paroisses urbaines. À Paris, l'enceinte de Philippe Auguste est insuffisante. À Rouen, une troisième muraille est construite au nord et à l'est.
Le nouvel essor des villes commence en Flandre et dans le nord de la France, à Bruges, Saint-Omer, Arras, puis se poursuit vers le Midi. Des bourgs grandissent autour d'un château (bourg castral, comme Amboise, Vendôme), d'un monastère (bourg monastique, Moissac, Munster), d'une cathédrale (bourg ecclésiastique, Châlons-en-Champagne, Limoges), ou bien près d'une ancienne cité (Nantes, Bordeaux, Poitiers). Les bourgs qui se développent avec le plus de dynamisme se constituent autour d'un marché : une production spécialisée (draps de Flandre, etc.) et une situation géographique favorable (port de commerce, routes) permettent un accroissement certain.
- Voir les articles suivants :
  - bastides ;
  - bourg ;
  - Paris ;
  - commune ;
  - échevin ;
  - corporation ;
  - université médiévale ;
  - beffroi ;
  - halles ;
  - cathédrale.

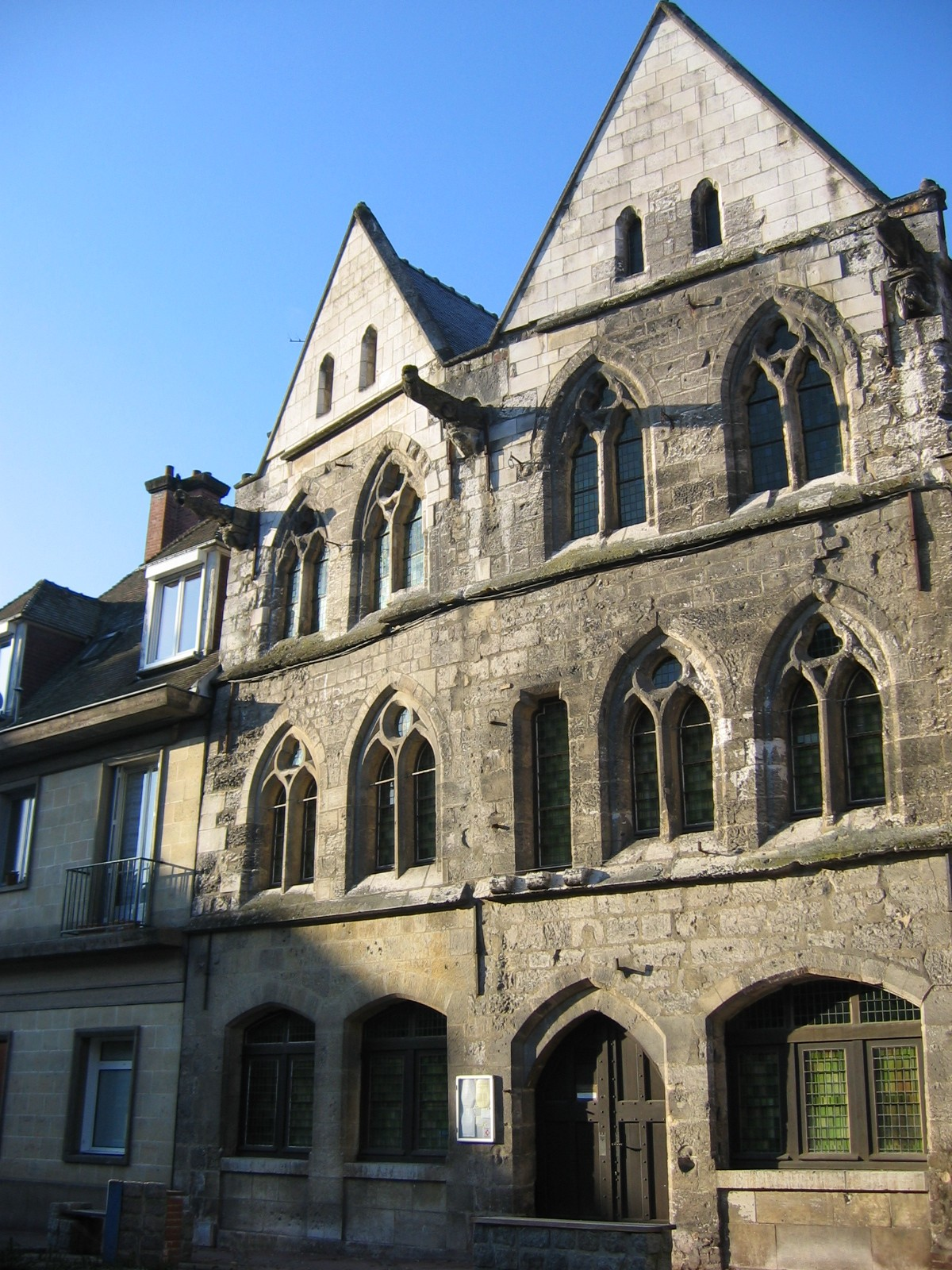
Maison des Templiers,, Caudebec-en-Caux (Seine-Maritime).

À noter aussi les créations urbaines ex nihilo nombreuses dans certaines régions, qui résultent de l’action des pouvoirs politiques, comme ce fut le cas des bastides dans le sud-ouest de la France.
Devant la difficulté à définir une communauté comme une ville, du fait de la grande variété des situations, les chercheurs actuels considèrent que la présence du couvent d'un ordre mineur (Franciscains, Dominicains) est l'indice le plus probant pour attribuer ce qualificatif de ville. Toutefois ce critère n'est valable qu'à partir du début du XIIIe siècle, date à laquelle sont apparus ces différents ordres.

### La ville à la fin du Moyen Âge

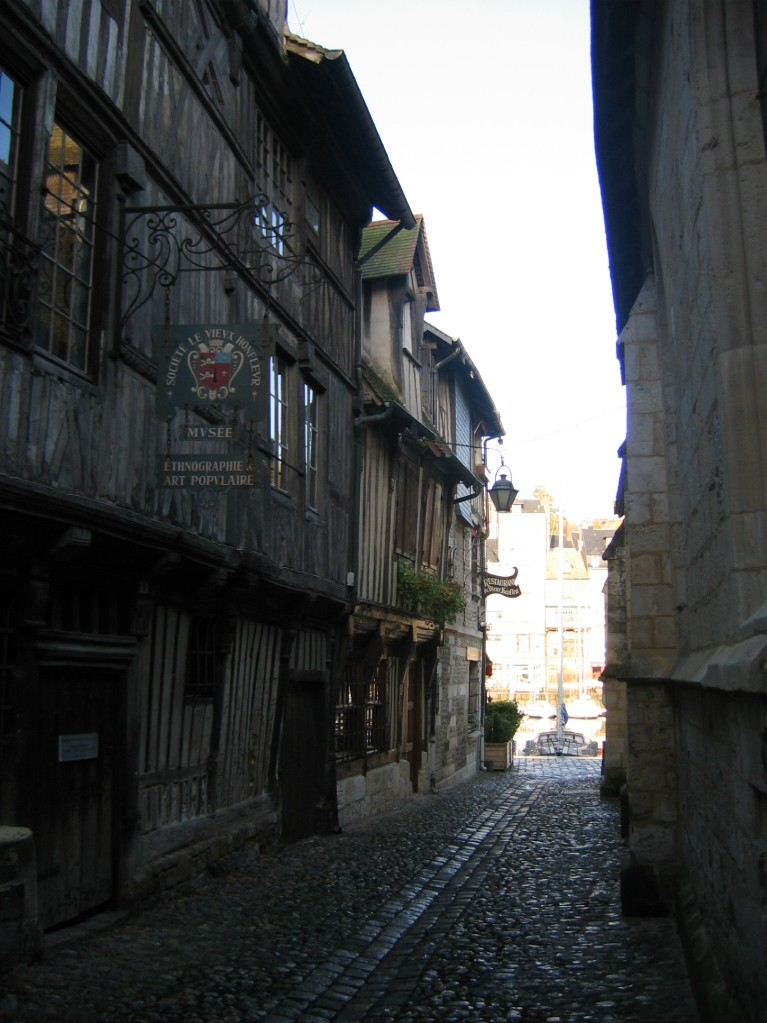
Une rue d'aspect médiéval à Honfleur en Normandie

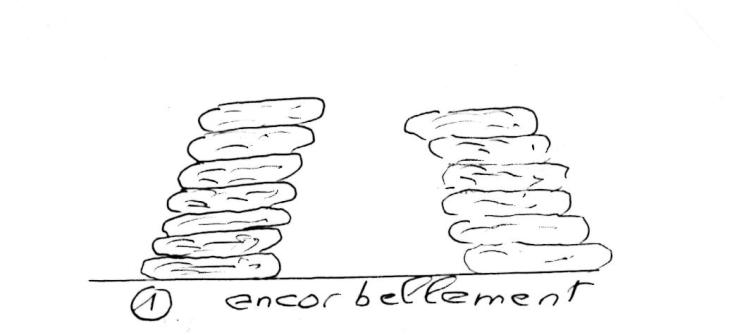
Maison de la rue Saint-Romain, Rouen

Plusieurs villes françaises ont conservé une structure viaire et un aspect médiéval, par exemple Troyes, Rouen, Strasbourg, Metz, Lyon ou Vitré.
Les villes sont organisées autour de la cathédrale (ville ecclésiale) ou du château (ville castrale) ;  elles sont protégées par leurs murs (remparts).
Au cours du bas Moyen Âge, la population des villes explose, la ville fortifiée (le bourg) devient trop étroite, on construit alors hors des murs des faubourgs, littéralement « fors le bourg » (en dehors du bourg), protégés par de nouvelles enceintes suivant une évolution radio-concentrique. Le tissu urbain se densifie, l’espace public y est très réduit et se limite aux voies et à quelques parvis. Les villes doivent faire face à des problèmes d'hygiène (absence d'égouts, maladies, rats…).

### Pollution et hygiène...
Bien que les représentations iconographiques du Moyen-Âge (peintures, gravures, tapisseries...) dépeignent les rues des villes comme luisantes de propreté, la réalité était plus catastrophique. En effet, malgré l'image idyllique et aseptisée dépeinte par de nombreux tableaux, beaucoup d'écrits mentionnent la saleté des rues. En témoignent les toponymes (les noms qu'on leur donne) assez explicites : rue Cave, Trou Punais, la Sale, Foireuse, Basse-Fesse, du Bourbier... 
Un document de 1412 mentionne d'ailleurs une place Marcadal (quartier fangieux) et des fossés nauséabonds à Lourdes. Les rues sont polluées par les nuisances de chantiers, les ateliers débordent sur la chaussée, les habitants y jettent leurs seaux d'urine et d'excrément, certains défèquent dans la rue ; les ouvroirs des particuliers et les eaux stagnantes des pluies créent des terreaux d'immondices. 
Circuler dans la rue représente un réel danger et une expérience désagréable, entre les boues, les eaux et les saletés qui envahissent la chaussée, et la circulation d'animaux (cochons, volailles, chevaux, chiens errants...) et de marchands ambulants. 
Outre la pollution "classique", les habitants des villes avaient également affaire à une pollution sonore assez accrue (bruits métalliques provenant des forges, animaux errants, cris venant des marchés, cloches d'église...). 

## Les villes de l'empire byzantin

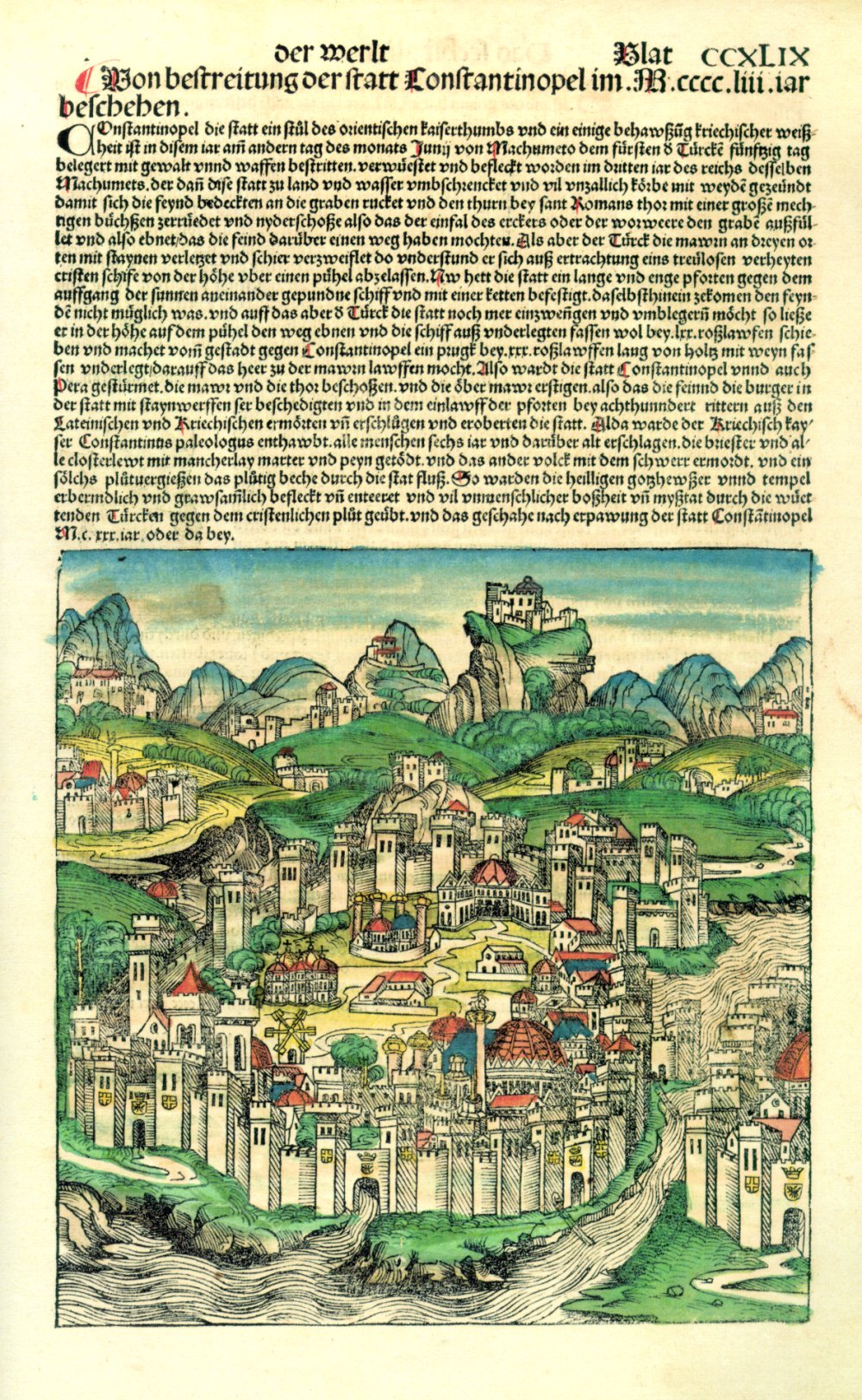
Constantinople en 1453.

La plus grande des villes byzantines est Constantinople. Les récits des voyageurs arabes célèbrent sa richesse et sa beauté.
L'empire byzantin disparaît à la suite de la conquête de Constantinople, mais laisse de beaux héritages, comme la basilique Sainte-Sophie construite au VIe siècle, située actuellement à Istanbul (Turquie).

## Le monde urbain de la civilisation arabo-musulmane

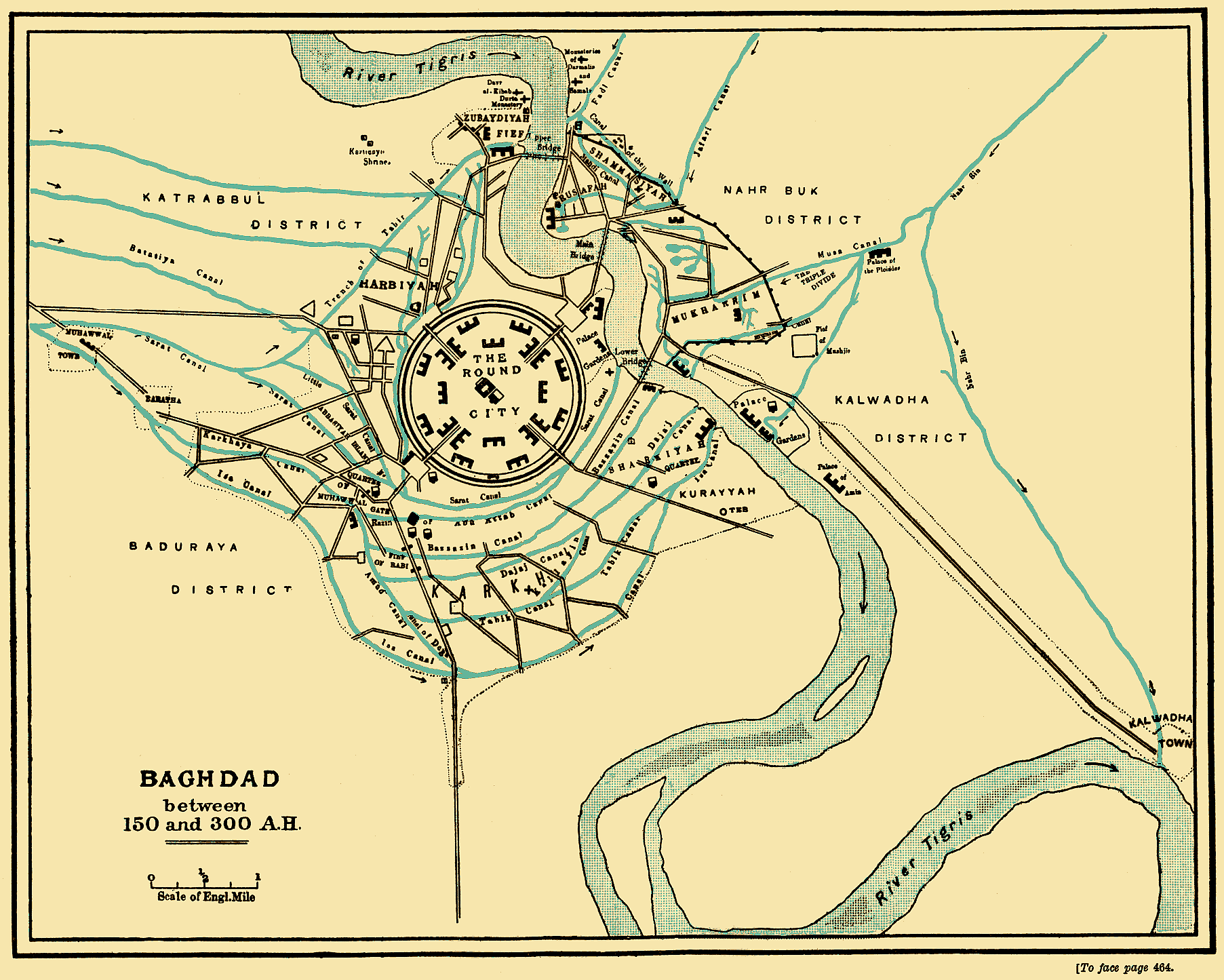
Plan de la ville de Bagdad entre 767 et 912.

La civilisation arabo-musulmane, née au VIIe siècle, a été une civilisation urbaine. Les activités de commerce et d'artisanat s'y concentraient. Les conquérants arabes ont fondé de nombreuses villes : Bagdad, Le Caire… Les souks (en Afrique) et les bazars (en Asie) étaient des marchés urbains où l'on vendait des épices, des tissus. Ils se situaient autour de la Grande Mosquée et offrait une multitude de petites ruelles. Bagdad a été créée par le calife Al-Mansour qui en aurait, selon la légende, dessiné les plans. Le géographe Al-Muqqadasi décrit Damas dans La Meilleure Répartition pour la connaissance des provinces : « Damas, capitale du Sâm (Syrie), résidence royale sous les Omeyyades, renferme des vestiges de leurs palais, constructions de bois et de brique crue. La ville est entourée de fortifications, elles aussi en brique […]. La plupart des marchés sont couverts, mais il en est un, fort beau, à ciel ouvert, qui court sur toute la longueur de la ville. C'est un pays sillonné de cours d'eau, cerné d'arbres, où les fruits abondent et où les tarifs sont bas. Il peut y neiger et l'on y trouve des produits des deux hémisphères. On ne voit nulle part des bains aussi beaux, des fontaines aussi merveilleuses […]. La Grande Mosquée est ce que les Musulmans ont de plus beau aujourd'hui. »

## Les villes des civilisations précolombiennes
- Mexico
- Machu Pichu
- Cuzco